# Megalonitis bohemani
Megalonitis bohemani är en skalbaggsart som beskrevs av Johan Wilhelm van Lansberge 1875. Megalonitis bohemani ingår i släktet Megalonitis och familjen bladhorningar. Inga underarter finns listade i Catalogue of Life.